# جيمس كليفورد (رسام)
جيمس كليفورد (بالإنجليزية: James Clifford)‏ هو رسام أسترالي، ولد في 1936، وتوفي في 1987.